# Naranjito (Puerto Rico)
Naranjito és un municipi de Puerto Rico localitzat a la regió central de l'illa, també conegut amb els noms de La Ciudad de los Colores, El Pueblo de los Changos i La Cuna del Voleibol. Limita al nord amb el municipi de Toa Alta; pel sud amb Barranquitas i Comerío; per l'est amb Bayamón; i per l'oest amb Corozal. Forma part de l'Àrea metropolitana de San Juan-Caguas-Guaynabo.
El municipi està dividit en 8 barris: Achiote, Anones, Cedro Abajo, Cedro Arriba, Guadiana, Lomas, Naranjito Pueblo y Nuevo.